# Vladímir Petliakov
Vladímir Mijáilovich Petliakov (transliteración del ruso Влади́мир Миха́йлович Петляко́в) 15 de juniojul./ 27 de junio de 1891greg., Zambek, distrito de Rostov del Don, Imperio Ruso - 12 de enero de 1942 en Kazán, Unión Soviética) fue un diseñador de aviones ruso.
Durante el periodo 1917-1918 trabaja como técnico de laboratorio en la Universidad de Moscú bajo las órdenes de Nikolái Zhukovski, obteniendo su diploma en 1922. Se integra entonces en el Instituto Central de Aerohidrodinámica (TsAGI) como miembro del equipo de Andréi Túpolev. En 1936 se convierte en el diseñador jefe de una fábrica aeronáutica encargada de la organización y el desarrollo de la construcción metálica soviética. Concretamente Petliakov, junto con el ingeniero Nikolái Beliov elaboraban métodos para calcular la durabilidad de los materiales y las bases teóricas para crear alas metálicas con múltiples largueros. Petliakov fue el encargado de crear los primeros bombarderos pesados TB-1, TB-3 (1930-1935), el bombardero de largo alcance y gran altura Pe-8 (1935-1937), dotado con cinco motores, el bombardero Pe-2 (1939-1940) así como de la preparación de su producción en serie.
Petliakov fue condecorado con el Premio Estatal de la URSS en 1941, dos veces con la Orden de Lenin y una con la Orden de la Estrella Roja.
Nota: las fechas dobles indican en primer lugar la fecha según el calendario juliano en vigor hasta la Revolución de Octubre (1917) y en segundo lugar, la fecha según el calendario gregoriano, utilizado en los países occidentales desde los siglos XVI / XVIII.